# Bundessteuer
Bei Bundessteuern steht das Steueraufkommen für bestimmte Steuerarten alleine dem Bund als Steuergläubiger zu, der auch die Steuerhoheit ausübt.

## Allgemeines
Das deutsche Finanzverfassungsrecht unterscheidet gemäß Art. 106 GG zwischen Bundessteuern, Gemeinschaftsteuern, Ländersteuern und Gemeindesteuern. Jede dieser Gebietskörperschaften besitzt mithin ein eigenes Steueraufkommen, das im Finanzausgleich berücksichtigt wird.

## Rechtsgrundlagen
In Art. 106 Abs. 1 GG ist vorgeschrieben, dass das Aufkommen der Bundessteuern alleine dem Bund zusteht (Bundessteuern im engeren Sinne). Im weiteren Sinne gehören neben diesen Bundessteuern auch die Anteile des Bundes an den Gemeinschaftsteuern dazu.

## Steuerarten
Die Steuerarten verteilen sich auf die Steuerhoheit wie folgt:
| Steuerhoheit        | Steuerart | Anmerkungen | Steueranteile aus anderen Steuerhoheiten |
| ------------------- | --- | --- | --- |
| Bundessteuern       | - Verbrauchsteuern (Alkoholsteuer, Alkopopsteuer, Energiesteuer, Kaffeesteuer, Schaumweinsteuer, Stromsteuer, Tabaksteuer, Zwischenerzeugnissteuer) - Verkehrsteuern (Kraftfahrzeugsteuer, Luftverkehrsteuer, Versicherungsteuer) - Kapitalverkehrsteuern - Zölle | von den Verbrauchsteuern nicht die Biersteuer | Gemeinschaftsteuern: Lohnsteuer und veranlagte Einkommensteuer: 42,5 %; nicht veranlagte Ertragsteuern und Körperschaftsteuer: 50 %; Umsatz- und Einfuhrumsatzsteuer: 49,6 %; Gewerbesteuerumlage: 14 % |
| Gemeinschaftsteuern | Lohnsteuer und veranlagte Einkommensteuer, nicht veranlagte Ertragsteuern und Körperschaftsteuer, Umsatzsteuer, Einfuhrumsatzsteuer Kapitalertragsteuer | Körperschaftsteuer: Bund und Länder jeweils 50 % Lohnsteuer und veranlagte Einkommensteuer: Bund und Länder jeweils 42,5 %, Gemeinden 15 %; nicht veranlagte Ertragsteuer und Körperschaftsteuer: Bund und Länder jeweils 50 %; Umsatzsteuer: Bund 66,5 %, Länder 33,5 % Bund und Länder jeweils 44 % | Gewerbesteuerumlage: 14 % |
| Ländersteuern       | - Verbrauchsteuern (Biersteuer) - Verkehrsteuern (Grunderwerbsteuer, Rennwett- und Lotteriesteuer, Feuerschutzsteuer, Spielbankabgabe) - Besitzsteuern (Erbschaftsteuer, Schenkungsteuer)                                                                         | die Vermögensteuer wird seit 1997 nicht mehr erhoben | Lohnsteuer und veranlagte Einkommensteuer: 42,5 %; nicht veranlagte Ertragsteuer und Körperschaftsteuer: 50 %; Umsatz- und Einfuhrumsatzsteuer: 50,4 %                                                  |
| Gemeindesteuern     | Gewerbesteuer, Grundsteuer, Verbrauchsteuern | Verbrauchsteuern: Fischereisteuer, Getränkesteuer, Hundesteuer, Jagdsteuer, Kommunalabgaben, kommunale Verwaltungsgebühren, Kulturförderabgabe, Ortstaxe, Pferdesteuer, Schankerlaubnissteuer, Vergnügungsteuer, Zweitwohnungsteuer                                                                   | Gemeinschaftsteuern: Lohnsteuer und veranlagte Einkommensteuer: 15 %; Kapitalertragsteuer: 12 %; Steuerzuweisungen aus dem Landeshaushalt                                                               |

In Art. 106 Abs. 1 GG ist auch eine Steuerverteilung dergestalt vorgesehen, dass ein Teil der Verbrauchsteuern den Ländern (Biersteuer), Bund und Ländern (Umsatzsteuer) oder den Gemeinden (Gewerbesteuer) zusteht. Seit Juli 2004 wird bei Alkopops eine Alkopopsteuer erhoben, als Verbrauchsteuer ebenfalls eine Bundessteuer. Die Kraftfahrzeugsteuer steht seit Juli 2009 dem Bund zu. Die Gewerbesteuerumlage von den Gemeinden über die Länder bis zum Bund ist die redistributive Funktion des Finanzausgleichs.
Fälschlich werden zuweilen auch die Einkommensteuer, Körperschaftsteuer oder Umsatzsteuer als Bundessteuern angesehen, sie sind jedoch Gemeinschaftssteuern.

## Wirtschaftliche Aspekte
Die Bundessteuern sind Teil des Finanzausgleichs, durch den die Bundessteuern, Gemeinschaftsteuern, Ländersteuern und Gemeindesteuern unter diesen Gebietskörperschaften verteilt werden. Damit soll die Finanzierung der öffentlichen Aufgaben (insbesondere bei der Daseinsvorsorge) sichergestellt werden.
Das komplexe Verteilungssystem unterscheidet zwischen dem vertikalen Finanzausgleich auf verschiedenen Ebenen (Bund → Länder → Gemeinden) mit Bundesergänzungszuweisungen und dem horizontalen Finanzausgleich auf gleicher Ebene, der aus dem Umsatzsteuervorwegausgleich und dem Länderfinanzausgleich unter den Bundesländern besteht.

## International
In der Schweiz gibt es die direkte Bundessteuer, die vom Bund auf Einkommen von natürlichen Personen und auf Gewinn von juristischen Personen erhoben wird. Rechtsgrundlage ist das Bundesgesetz über die direkte Bundessteuer (DBG). Ihm unterliegen die Einkommen (Art. 16 ff. DBG), Gewinne (Art. 57 ff. DBG) und die Quellensteuer (Art. 83 ff. DBG). Die verfassungsrechtliche Grundlage ist Art. 128 Bundesverfassung. Nach der Gliederung in Bund, Kantone und Gemeinden ergibt sich ergibt sich folgende Gliederung:
| Steuerhoheit          | direkte Steuer                                                                             | indirekte Steuer                                                                 |
| --------------------- | ------------------------------------------------------------------------------------------ | -------------------------------------------------------------------------------- |
| Direkte Bundessteuern | Einkommensteuer, Quellensteuer, Stempelsteuer, Verrechnungssteuer, Wehrpflichtersatzabgabe | Biersteuer, Mehrwertsteuer, Mineralölsteuer, Tabaksteuer, Steuer auf Spirituosen |
| Kantonssteuern        | Einkommensteuer, Vermögenssteuer, Erbschaftssteuer, Schenkungsteuer, Liegenschaftssteuer   | Motorfahrzeugsteuer, Stempelsteuer, Billettsteuer                                |
| Gemeindesteuern       | Einkommensteuer, Vermögenssteuer, Kopfsteuer/Personalsteuer, Liegenschaftssteuer           | Sackgebühr, Abwassergebühr, Hundesteuer, Billettsteuer                           |

Direkte Steuern werden auf Einkommen, Vermögen und Kapitalertrag erhoben, indirekte Steuern belasten den Verbrauch (etwa Kraftstoff), Besitz (Kraftfahrzeug) oder den Aufwand (Sackgebühr).
In Österreich gehören zu den Bundessteuern insbesondere Einkommensteuer, Grunderwerbsteuer und Mehrwertsteuer, die über 90 % des landesweiten Steueraufkommens ausmachen. Der Abgabenertrag der wichtigsten Bundessteuern muss mit den anderen Gebietskörperschaften (Bundesländer und Gemeinden) geteilt werden.
In den USA wird die Bundessteuer (englisch Federal Tax) zentral vom Internal Revenue Service verwaltet. Die wenig systematische Aufteilung der Steuerhoheit kann dazu führen, dass neben den US-Bundessteuern auch die Steuern auf der Ebene der US-Bundesstaaten (englisch State Taxes) und gegebenenfalls auf der lokalen Ebene der Städte und Munizipalitäten (englisch Local Taxes) kumulativ bei derselben Steuerart anfallen.